# 焙煎

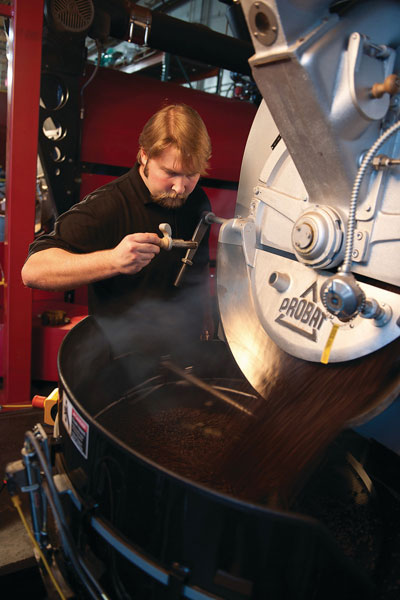
ロースト終了直後のコーヒー豆は直ちに冷却槽に移される

焙煎（ばいせん）または乾煎り（からいり、英: dry roasting、単にロースト(roast)とも）とは、加熱プロセスの一つで、熱媒体として油や水を使わずに食材を加熱乾燥させる。他の乾式加熱の方法とは異なり、ナッツや種のような食材に使用される。むらなく確実に加熱されるよう、食材は攪拌して焙煎する。
焙煎にはフライパンや中華鍋 (一部料理での香辛料を乾煎りするのに用いられる）、もしくは専用のロースター（コーヒー豆やピーナッツなど）が使用される。焙煎することで、食品中のタンパク質の化学的性質が変化して風味が変わる。また香りや味が強くなる香辛料もある。香辛料を焙煎する際には一般に、さまざまなハーブや調味料を加えて、色がつくまで加熱する。
焙煎した食品には、ピーナッツバター（焙煎したピーナッツから作られる）、茶（摘採後ただちに、もしくは発酵させたのちに焙煎した茶葉から作られる）、コーヒーやチョコレート（焙煎したコーヒー豆、焙煎したカカオ豆からそれぞれ作られる）などがある。

## 概要

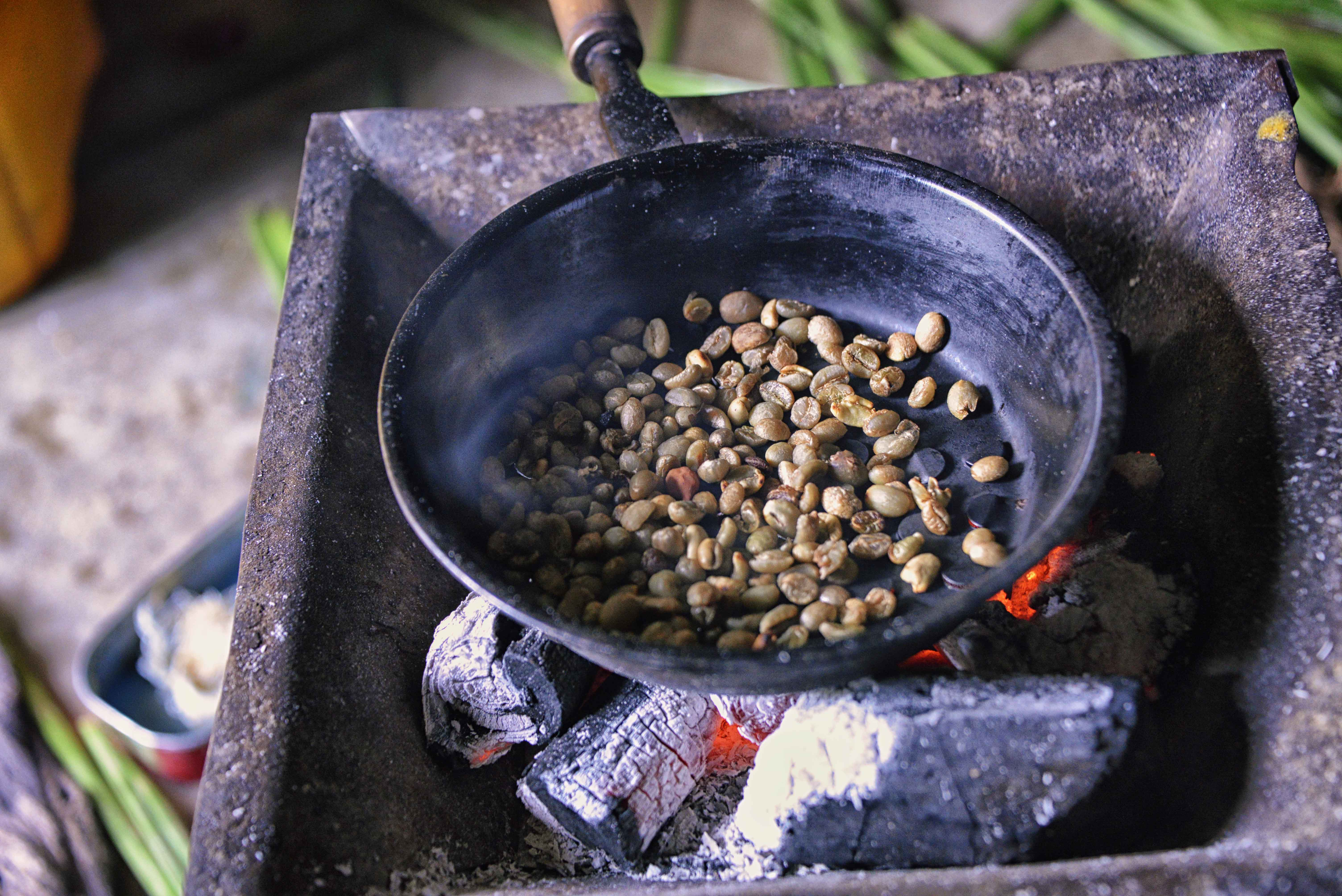
コーヒー豆の乾煎り（エチオピア）

焙煎は水分を飛ばし、あるいは消化しやすい性質に変えたり香ばしい風味を付けたりするために行われる。

### コーヒー豆
コーヒー豆は専ら焙煎して用いられる。焙煎の程度によって、「浅煎り（あさいり）／シナモン」、「中煎り（ちゅういり）／ハイ」、「中深煎り／シティ」、「深煎り（ふかいり）／フレンチ」などという。

### 茶葉
緑茶では茶葉を加熱処理する工程があるが、中国の緑茶や一部の日本茶（嬉野茶の伝統的な製法など）では焙煎により加熱処理を行い、「釜炒り茶」と呼ぶ。また、緑茶を茶葉が変色するまで強く焙煎することを「焙（ほう）じる」といい、焙じた茶をほうじ茶と呼ぶ。

### 穀物
穀物では、玄米、大麦など、豆類ではピーナッツ、アーモンド、マカダミアナッツなどに焙煎がよくおこなわれる。